# Maiabuffonella madrecilla
Maiabuffonella madrecilla is een mosdiertjessoort uit de familie van de Buffonellidae. De wetenschappelijke naam van de soort is, als Buffonellodes madrecilla, voor het eerst geldig gepubliceerd in 1989 door Gordon.